# Frank Mol
Frank Mol (Culemborg, 8 november 1957 - Amsterdam, 27 december 2000) was een Nederlands componist en pianist.

## Levensloop
Mol begon zijn muzikale carrière op 7-jarige leeftijd met pianoles op de muziekschool in Bergen op Zoom, bij Annie Piscaer en Yves de Groot. Op 11-jarige leeftijd verhuisde hij met zijn ouders naar Vlissingen waar hij les nam aan de Zeeuwse muziekschool bij Gé Audenaert. Vanaf die tijd gaf hij al concerten en recitals en begon met het componeren van kleine muziekstukken en het bewerken van bestaande composities. Vanaf zijn 16e jaar, in 1975, studeerde hij piano bij Jan Wijn aan het Sweelinck Conservatorium in Amsterdam. Hij behaalde in 1982 het diploma Uitvoerend Musicus. Hij volgde lessen bij Willem Brons en Alexandra Hrisanide, en speelde met violist Mark Lubotsky. Hij vervolgde zijn pianostudie in Londen bij meesterpianist John Bingham en volgde daar meesterklassen van Tamás Vásáry en Gary Graffman.
In 1983-1984 gaf hij diverse recitals in en buiten Londen en soleerde hij in het eerste pianoconcert van Brahms. Vanaf 1984 trad hij veelvuldig op in belangrijke Nederlandse concertzalen als solist bij diverse orkesten en deed diverse duorecitals met Leendert de Jonge (dwarsfluit) en  Jean-Paul Tavenier (viool). Met Pieter Wispelwey (cello) speelde hij onder meer in de Kleine Zaal van het Concertgebouw. Met de Britse Prunella Pacey (altviool) gaf hij een groot aantal recitals en werkte hij mee aan een CD met de muziek van Margot Wright, de moeder van Prunella.
Mol vertolkte pianoconcerten van Bach, Mozart, Beethoven, Chopin, Brahms, Franck, Ravel, Stravinsky, Hindemith en anderen.
Als docent aan de muziekscholen van Tarragona en Lucena in Spanje trad hij veelvuldig op; enkele optredens daar werden uitgezonden op de Spaanse televisie. In de zomermaanden gaf hij in Spanje ook lessen aan de Aula de Música van de universiteit van Alcalá (Madrid), onder andere aan de pianist Pablo Jara.
Als muzikaal begeleider voor het Nederlands Filmmuseum maakte hij diverse filmcomposities en werkte hij onder meer samen met Ton van Erp, waarmee hij muziek componeerde voor stomme films uit het begin van de 20e eeuw als “South” en “Submarine” en begeleidde deze klassiekers uit de filmgeschiedenis in onder meer het Louvre in Parijs. Als (vaste) vervangend pianist bij het Concertgebouworkest trad hij regelmatig samen met het orkest op in binnen- en buitenland.

## Prijzen
- 1981 - Aanmoedigingsprijs Zeeuws Talent, uitgereikt door toenmalig  Commissaris der Koningin van de provincie Zeeland Kees Boertien.
- 1983-1984 - Londen: een eerste en tweede prijs in competities voor vertolkingen van Schumann en Chopin.

## Composities
- Werken voor en in opdracht van het Filmmuseum en het Escher Ensemble.
- Muziek voor piano solo, voor zang en piano, voor saxofoon en piano.
- De opera “Gaslicht“, die hij speciaal componeerde voor het Escher Ensemble en die in november 1999 in première ging.

### De Opera Gaslicht
Gaslicht is een Nederlandstalige opera van Frank Mol (compositie) en Tom Sol (libretto) uitgevoerd door het Escher Ensemble onder leiding van Rolff Buijs. Het is een vrije bewerking van Gas Light, een toneelstuk van Patrick Hamilton en gelijknamige film uit 1944 onder regie van George Cukor met Ingrid Bergman en Joseph Cotton. De film verhaalt over een jonge vrouw die door haar op geld beluste echtgenoot tot wanhoop wordt gedreven. 
In deze opera traden onder meer Irene Maessen en Frans Fiselier op. De opera  werd uitgevoerd in een tour langs de theaters in Nederland. De première vond plaats in de Rotterdamse Schouwburg op 10 november 1999.

## Discografie
- Emile Biessen - Frans répertoire voor fluit (januari 1996) - Prélude à l'après-midi d'un faune - Claude Debussy
- Prunella Pacey - Piano Quintet with Camili String Quartet and Three Northumbrian Folk Songs (2001) - Margot Wright

- Library of Congress Control Number: no2001089795
- Virtual International Authority File: 26721371
- WorldCat: E39PBJkXvtWqvkpjY9t9gBhyh3